# Otto, Hertug af Estland og Lolland
Otto Christoffersen (eller prins Otto af Danmark og junker Otto, (død efter 1346) var en dansk prins og næstældste søn af Christoffer 2. og Eufemia af Pommern. Otto var hertug af Estland og Lolland.

## Biografi
Junker Ottos ældre bror Erik blev valgt som faderens medkonge, mens Otto blev udnævnt til hertug af Lolland og hertugdømmet Estland. Han benyttede titlen danskernes junker, hertug af Estland og Lolland med hovedkvarter i Sakskøbing. 
I 1326 blev Christoffer 2. og hans ældste søn Erik afsat og tvunget i landflygtighed
De vendte tilbage tre år senere på betingelse af, at kong Christoffer underskrev en håndfæstning, der fratog ham næsten al magt og overlod styret til den danske adel og greverne af Holsten, der i de næste år pantsatte størstedelen af kongeriget. Otto blev i 1331 taget til fange af grev Gerhard 3. af Holsten, men snart efter løsladt. Efter Christoffer 2.s endelige nederlag til holstenerne i 1331 og hans død i begyndelsen af 1332, stod Otto og hans yngre bror Valdemar tilbage som tronarvinger, da deres storebror Erik var død kort før.
Med støtte fra sin svoger markgreve Ludvig af Brandenburg, søn af kejser Ludvig af Bayern og fra 1324 gift med Ottos søster Margrete, optrådte Otto i 1333 som dansk tronkræver. Eller måske var det mere huset Wittelsbach, som gjorde sig gældende i nordisk politik med junker Otto som galionsfigur. Margretes store medgift på 12.000 mark sølv var aldrig blevet udbetalt, og wittelsbacherne holdt dette krav levende, mens de holstenske grever forvaltede den danske kongemagt som pant. 
Efter kong Christoffers død gik riget helt i opløsning og blev de følgende otte år styret af panthaverne. Otto gjorde undervejs et forsøg på at genvinde riget og lovede kejseren at betale sin søsters medgift, hvis han fik støtte fra ham. Grev Gert lå med en flåde ved Sakskøbing, og Otto søgte at komme til Viborg ting for at hyldes som konge og kunne gøre sit krav på tronen gældende. Altså måtte han op gennem Øresund og over Kattegat til Randers; og det måtte greven forhindre ham i. Holstenerne gik i skjul bag højningerne nord for vejen 1,5 km sydvest for Vansø, l km vest for Porsmosen. De danske ryttere undervurderede den holstenske styrke og indledte et angreb 7. oktober 1334, hvor Otto blev slået og taget til fange af grev Gerhard (slaget ved Taphede nær Viborg).  Otto blev herefter holdt fanget på slottet i Segeberg til 1341.  Han blev først løsladt, da lillebroren Valdemar (Valdemar Atterdag) blev konge i 1340, mod at junker Otto frasagde sig sin ret til tronen.
De næste år opholdt junker Otto sig i Tyskland og Estland. I 1346 indtrådte han i Den Tyske Orden, da Valdemar Atterdag solgte Ottos hertugdømme Estland til ordenen. Hans senere skæbne er ukendt.
Otto er helten i B.S. Ingemanns roman Prins Otto af Danmark og hans Samtid (1835). 